# Facility management
Facility management lub facilities management (FM) – praktyka koordynowania fizycznego miejsca pracy z ludźmi i pracą organizacji. Integruje zasady administrowania przedsiębiorstwem (ekonomia, organizacja, zarządzanie), architektury, nauk behawioralnych (socjologia, psychologia) oraz nauk inżynierskich.

## Główne obszary wspierane przez FM
Zarządzanie obiektami dzieli się na dwa obszary:
- przestrzeń i infrastruktura (hard FM) – w tym kontekście FM odnosi się do fizycznego środowiska danej nieruchomości z naciskiem na przestrzeń roboczą i infrastrukturę budowlaną, w tym wsparcie już na etapie planowania i projektowania nieruchomości, miejsc pracy, organizacji najmu i dalszego użytkowania budynku, jego wyposażenia i konserwacji,
- osób i organizacji (soft FM) – w tym zakresie facility management dotyczy ludzi oraz organizacji i wiąże się również z psychologią pracy[1].

Do obszaru hard FM zaliczamy między innymi:
- HVAC (ogrzewanie, wentylacja, klimatyzacja),
- windy pasażerskie i towarowe,
- schody ruchome,
- oświetlenie podstawowe i awaryjne,
- instalacje wodno-kanalizacyjne i sanitarne,
- systemy zabezpieczeń – monitoring i kontrola dostępu,
- systemy i instalacje przeciwpożarowe,
- system zarządzania budynkiem BMS,
- okablowanie strukturalne,
- instalacje elektryczne i gazowe,
- systemy zasilania awaryjnego.

Do obszaru soft FM zaliczamy między innymi:
- usługi sprzątające,
- ochrona mienia i zarządzanie ciągłością działania,
- usługi pocztowe i kurierskie,
- obsługa recepcji,
- rezerwacja przestrzeni konferencyjnej,
- zarządzanie dokumentacją,
- usługi reprograficzne,
- gastronomia i catering,
- gospodarowanie odpadami,
- zarządzanie flotą pojazdów,
- koordynacja podróży służbowych[2].